# Eric Clapton’s Rainbow Concert
Eric Clapton’s Rainbow Concert ist ein Livealbum des britischen Gitarristen Eric Clapton in Zusammenarbeit mit zahlreichen bekannten Musikern. Es erschien im September 1973 bei RSO Records.

## Hintergrund
Der Livemitschnitt wurde am 13. Januar 1973 im Rainbow Theatre in Finsbury Park, London gemacht, welches während der 1960er Jahre als Astoria bekannt war. An dem Abend wurde jeweils ein früher und ein später Auftritt gespielt. Auf den offiziellen Veröffentlichungen sind Lieder aus beiden Shows enthalten. Das Theater war bereits von anderen bekannten Rockbands wie Led Zeppelin, Yes, Jethro Tull und Emerson, Lake & Palmer genutzt worden.
Clapton hatte sich nach der Auflösung von Derek and the Dominos immer mehr zurückgezogen und seine einzige musikalische Aktivität in dieser Zeit war die Teilnahme an dem von George Harrison organisierten Konzert für Bangladesch im August 1971. Bereits zu diesem Zeitpunkt war Clapton heroinabhängig und steckte in Selbstzweifeln über sein musikalisches Talent. Der mit ihm befreundete Pete Townshend plante daher ein Konzert mit anderen bekannten Musikern, um Clapton wieder zurück auf die Bühne zu bringen und seine künstlerischen Tätigkeiten wieder zu beleben. Die Proben für den Auftritt dauerten zehn Tage und fanden in Ronnie Woods Haus in Richmond statt. Neben Clapton, Townshend und Wood waren außerdem noch Steve Winwood, Jim Capaldi, Ric Grech, Jimmy Karstein und Reebop Kwaku Baah Teil der Gruppe, die auch unter dem Namen Eric Clapton and the Palpitations firmierte.
Durch Claptons längere Abwesenheit von der Bühne wurde das Konzert sowohl vom Publikum, als auch von der Musikpresse mit Spannung erwartet.
Laut Clapton hätte Townshends Organisation und Hilfe ihm wieder Selbstvertrauen gegeben, obwohl er nicht glauben würde, dass er zu der Zeit in einer Verfassung war, die das Engagement seiner Freunde gerechtfertigt hat.

## Titelliste
Originalalbum von 1973
Seite 1
1. Badge (Eric Clapton, George Harrison) – 3:32
2. Roll It Over (Clapton, Bobby Whitlock) – 6:43
3. Presence of the Lord (Clapton) – 5:37

Seite 2
1. Pearly Queen (Jim Capaldi, Steve Winwood) – 7:00
2. After Midnight (J. J. Cale) – 5:12
3. Little Wing (Jimi Hendrix) – 6:32

Remasterte CD-Wiederveröffentlichung von 1995
1. Layla (Clapton, Jim Gordon) – 6:25
2. Badge (Clapton, Harrison) – 3:18
3. Blues Power (Clapton, Leon Russell) – 6:03
4. Roll It Over (Clapton, Whitlock) – 4:38
5. Little Wing (Hendrix) – 4:36
6. Bottle of Red Wine (Bonnie Bramlett, Clapton) – 3:51
7. After Midnight (Cale) – 4:25
8. Bell Bottom Blues (Clapton) – 6:25
9. Presence of the Lord (Clapton) – 5:18
10. Tell the Truth (Clapton, Whitlock) – 6:04
11. Pearly Queen (Capaldi, Winwood) – 4:55
12. Key to the Highway (Big Bill Broonzy, Charlie Segar) – 5:46
13. Let It Rain (Bramlett, Clapton) – 7:46
14. Crossroads (Robert Johnson) – 4:19[3]

25th Anniversary Edition (Empress Valley Bootleg)[edit] (4 CDs – Early Show (1+2) + Late Show (3+4))
1. Introduction
2. Layla (Clapton, Gordon)
3. Badge (Clapton, Harrison)
4. Blues Power (Clapton, Russell)
5. Nobody Knows You When You're Down and Out (Myles)
6. Roll It Over (Clapton, Whitlock)
7. Why Does Love Got to Be So Sad (Clapton, Whitlock)
8. Little Wing (Hendrix)
9. Bottle of Red Wine (Bramlett, Clapton)
10. After Midnight (Cale)
11. Bell Bottom Blues (Clapton)
12. Presence of the Lord (Clapton)
13. Tell The Truth (Clapton, Whitlock)
14. Pearly Queen (Capaldi, Winwood)
15. Let It Rain (Bramlett, Clapton)
16. Crossroads (Johnson)
17. Layla (Clapton, Gordon)
18. Badge (Clapton, Harrison)
19. Blues Power (Clapton, Russell)
20. Nobody Knows You When You're Down and Out (Myles)
21. Roll It Over (Clapton, Whitlock)
22. Why Does Love Got to Be So Sad (Clapton, Whitlock)
23. Little Wing (Hendrix)
24. Bottle of Red Wine (Bramlett, Clapton)
25. Presence of the Lord (Clapton)
26. Tell the Truth (Clapton, Whitlock)
27. Pearly Queen (Capaldi, Winwood)
28. Key to the Highway (Broonzy, Segar)
29. Let It Rain (Bramlett, Clapton)
30. Crossroads (Johnson)
31. Layla (Clapton, Gordon)

## Besetzung
- Eric Clapton – Gitarre, Gesang
- Pete Townshend – Gitarre, Gesang
- Ronnie Wood – Gitarre, Gesang
- Ric Grech – Bass
- Steve Winwood – Keyboards, Gesang
- Jim Capaldi – Schlagzeug
- Jimmy Karstein – Schlagzeug
- Reebop Kwaku Baah – Percussion

## Rezeption
- Der Musikjournalist Robert Christgau zählte zwar die bekannten Musiker auf, die beteiligt waren, schrieb aber, das Album enthielte nur sechs fade Lieder, die einmal knackig gewesen seien. In der Bewertung erhielt es ein C-.[4]
- Auf Allmusic schrieb William Ruhlmann, dass das Album ein adäquates Livedokument sei, obwohl man auf anderen Veröffentlichungen bessere Versionen der Lieder finden könnte. 1973 sei die beste Nachricht des Albums gewesen, dass der zurückgezogen lebende Clapton immer noch spielen könnte. In der Bewertung vergab er drei von fünf Sternen.[5]
- Im Rolling Stone schrieb Bud Scoppa, Rainbow Concert sei eine Aufnahme mit gigantischem Schwermut. Auch wenn man eigentlich annehmen könnte, Rockmusik und Zweifel seien Gegensätze, würde das Album zeigen, dass diese Mischung praktikabel, aber kein Spass sei. Clapton selbst wäre bei dem Konzert gelegentlich unentschlossen und durcheinander gewesen. Die wichtigste Frage des Abends aber, ob dieser überhaupt in der Lage sei, aus der Isolation herauszukommen und zur Musik zurückzukehren, bliebe aber unbeantwortet.[6]

## Kommerzieller Erfolg

### Chartplatzierungen
Das Album erreichte Platz 18 der Billboard 200 und Platz 19 der britischen Charts.
| ChartsChartplatzierungen       | Höchstplatzierung | Wochen |
| ------------------------------ | ----------------- | ------ |
| Vereinigte Staaten (Billboard) | 18 (14 Wo.)       | 14     |
| Vereinigtes Königreich (OCC)   | 19 (4 Wo.)        | 4      |

### Auszeichnungen für Musikverkäufe
| Land/Region                  | Auszeichnungen für Musikverkäufe (Land/Region, Auszeichnung, Verkäufe) | Verkäufe |
| ---------------------------- | ---------------------------------------------------------------------- | -------- |
| Japan (RIAJ)                 | —                                                                      | 11.000   |
| Vereinigtes Königreich (BPI) | Silber                                                                 | 60.000   |
| Insgesamt                    | 1× Silber ·                                                            | 71.000   |

Hauptartikel: Eric Clapton/Auszeichnungen für Musikverkäufe